# IQNet
IQNet(International Certification Network)은 국제품질 및 기업경영시스템 인증의 세계 최대 인증네트워크이다. 스위스 제네바에 본부를 두고 있으며, 한 국가당 하나의 인증기관 가입을 원칙으로 하여 각국의 대표적이고 비영리인 선두 인증기관만을 그 회원으로 가입시키고 있다. IQNet 회원은 2017년 기준으로 총 33개국의 36개 인증기관이 있다.